# Clavellisa cordata
Clavellisa cordata (лат.) — вид эктопаразитических веслоногих ракообразных из семейства Lernaeopodidae. Обитают в морской, солоноватой и пресной воде, в заливе Мэн и северо-западной Атлантике. Паразитируют на жабрах различных сельдевых рыбах, в том числе синеспинка, американский шэд, сероспинка и атлантическая сельдь.